# گردشگری ام‌آی‌سی‌ئی
گردشگری ام‌آی‌سی‌ئی (به انگلیسی: MICE tourism) یا گردشگری تجمع‌ها، مشوق‌ها، نشست‌ها و نمایشگاه‌ها نوعی گردشگری است که گروه‌های بزرگی از افراد، طبق برنامه‌ریزی قبلی، گرد هم می‌آیند. این اواخر یک صنعت گردشگری که تمایل به استفاده از نام، صنعت گردشگری تجمع‌ها، دارد برای جلوگیری از تداخل با نام اختصاری شکل گرفته است.برخی تدریس کنندگان حرفه گردشگری استفاده از نام رویدادهای صنعت گردشگری را پیشنهاد داده‌اند تا یک اصطلاح پوششی برای قلمرو وسیع تجمع‌ها و رویدادها و حرفه باشد.
بیشتر بخش‌های ام‌آی‌سی‌ئی، شاید به غیر از بخش مشوق‌ها، به خوبی قابل درک هستند. گردشگری تشویقی به‌طور معمول به عنوان نوعی پاداش برای پرسنل از طرف شرکت است که برای برآورده شدن اهداف یا فراتر از اهداف پیش‌بینی شده، یا کاری که به نحو مطلوب انجام شده است، در نظر گرفته می‌شود. برخلاف سایر بخش‌های گردشگری ام‌آی‌سی‌ئی، گردشگری تشویقی به‌طور معمول، به جای اهداف حرفه ای یا آموزشی، تنها برای تفریح و سرگرمی منظور می‌شود.رویدادهای ام آی سی ئی به‌طور معمول روی یک زمینه یا موضوع تمرکز پیدا می‌کنند، و روی تشکیلات شغلی، آموزشگاه، انجمن علمی یا تجارت، یا گروه خاص جذاب به غیر از این موارد، اهداف گذاری می‌شوند.